# À toute allure (film, 1994)
Pour les articles homonymes, voir The Chase et À toute allure.
Pour plus de détails, voir Fiche technique et Distribution.
À toute allure (The Chase) est un film américain d'Adam Rifkin, sorti en salles en 1994.

## Synopsis
Emprisonné à tort, Jack Hammond s'évade. S'arrêtant à une station service, il prend en otage une jeune femme à la suite de l'irruption de deux policiers. Empruntant la voiture de son otage, qui s'avère être Natalie Voss, fille d'un milliardaire, il se retrouve sur l'autoroute, pris en chasse par deux flics en patrouille avec une équipe de télé et un reporter TV qui transmet en direct les exploits du dangereux criminel qu'il n'est pas. Au fil de la course-poursuite, Natalie et Hammond sympathisent et finissent par tomber amoureux...

## Fiche technique
- Titre original : The Chase
- Réalisation et scénario : Adam Rifkin
- Directeur de la photographie : Alan Jones
- Musique : Richard Gibbs
- Montage : Peter Schink
- Chef décorateur : Craig Loper
- Genre : Action, aventure, comédie romantique et thriller
- Format : Couleur - Dolby -  1.85 : 1 - 35 mm
- Pays :  États-Unis
- Durée : 95 minutes
- Date de sortie en salles :
  - États-Unis : 4 mars 1994
  - France : 10 août 1994

## Distribution
- Charlie Sheen (VF : Patrick Fierry) : Jackson Davis « Jack » Hammond
- Kristy Swanson (VF : Virginie Ledieu) : Natalie Voss
- Henry Rollins (VF : Jean-Philippe Puymartin) : l'officier Dobbs
- Josh Mostel : l'officier Figus
- Wayne Grace (VF : Jacques Deschamps) : le chef Boyle
- Rocky Carroll (VF : Jacques Martial) : Byron Wilder
- Miles Dougal : Liam Segal
- Ray Wise (VF : Jean Barney) : Dalton Voss
- Claudia Christian : Yvonne Voss
- Wirt Cain (VF : Jean-Claude Balard) : Bill Cromwell
- John S. Davies (VF : Daniel Gall) : Corey Steinhoff
- Michael Peter « Flea » Balzary (VF : Sylvain Clément) : Dale
- Anthony Kiedis (VF : David Krüger) : Will
- R. Bruce Elliott (en) (VF : Jacques Bouanich) : Frank Smuntz
- Cary Elwes (VF : Renaud Marx) : Steve Horsegroovy
- Alex Morris (VF : Thierry Desroses) : le policier no 1
- Marco Perella (VF : Philippe Dumond) : le policier no 2

## Autour du film
- Charlie Sheen et Kristy Swanson ont deux films en commun avant À toute allure : La Folle Journée de Ferris Bueller (1986) et Hot Shots! de Jim Abrahams (1991). À noter que l'un de leurs partenaires de Hot Shots!, Cary Elwes y fait une apparition.

Pendant le générique de fin du film, Charlie Sheen apparait déguisé en clown au volant de la voiture et récitant la fameuse tirade de Apocalypse Now " I love the smell...." que Robert Duvall disait à Martin Sheen dans ce film.